# Ilarion Roganović
Ilarion Roganović (crnogorska ćiril. Иларион Рогановић, svjetovno ime Ilija, Podgorica, 1828. – Cetinje, 1882.), mitropolit i poglavar autokefalne Crnogorske pravoslavne Crkve.
Petar II. Petrović Njegoš ga je rukopoložio 1843. u svećenički čin.
Nakon što je proveo godine kao monah i starješina (orig. iguman) crnogorskih manastira (uključujući i Manastir Ostrog), 1860. ga je crnogorski kralj Nikola I. postavio za mitropolita.
Mitropolit Ilarion je bio poglavar Crnogorske pravoslavne Crkve u periodu 1860. – 1882., također jedno vrijeme i upravitelj Arhiepiskopije cetinjske.